# Бриджвілл (Нью-Джерсі)
Бриджвілл (англ. Bridgeville) — переписна місцевість (CDP) в США, в окрузі Воррен штату Нью-Джерсі. Населення — 229 осіб (2020).

## Географія
Бриджвілл розташований за координатами 40°50′14″ пн. ш. 75°1′28″ зх. д. / 40.83722° пн. ш. 75.02444° зх. д. (40.837104, -75.024417).  За даними Бюро перепису населення США в 2010 році переписна місцевість мала площу 0,49 км², уся площа — суходіл.

## Демографія
Згідно з переписом 2010 року, у переписній місцевості мешкало 106 осіб у 40 домогосподарствах у складі 25 родин. Густота населення становила 214 особи/км².  Було 46 помешкань (93/км²).
Расовий склад населення:
| - 95,3 % — білих - 4,7 % — осіб інших рас |

До двох чи більше рас належало 0,0 %. Частка іспаномовних становила 4,7 % від усіх жителів.
За віковим діапазоном населення розподілялося таким чином: 25,5 % — особи молодші 18 років, 61,3 % — особи у віці 18—64 років, 13,2 % — особи у віці 65 років та старші. Медіана віку мешканця становила 39,5 року. На 100 осіб жіночої статі у переписній місцевості припадало 125,5 чоловіків;  на 100 жінок у віці від 18 років та старших — 125,7 чоловіків також старших 18 років.
Цивільне працевлаштоване населення становило 55 осіб. Основні галузі зайнятості: виробництво — 56,4 %, науковці, спеціалісти, менеджери — 43,6 %.